# The Curse of Capistrano
The Curse of Capistrano ou The Mark of Zorro (No Brasil: A Marca do Zorro, em Portugalː O Sinal do Zorro) é um romance do escritor americano Johnston McCulley, trata-se da primeira aparição do lendário personagem Zorro, publicada em cinco partesnas páginas da revista pulp All-Story Weekly, em 1919, a história acabou ganhando às telas do cinema no ano seguinte, no filme A Marca do Zorro, estrelado por Douglas Fairbanks. 
Em seguida, em virtude do enorme sucesso do filme, McCulley escreveu novos romances do herói na revista All-Story Weekly:  The Further Adventures of Zorro (1922), Zorro Rides Again (1931), e The Sign of Zorro (1941), e relançou a história sob o formato de um romance pela Grosset & Dunlap em 1924, que acabou recebendo o mesmo título do filme: The Mark of Zorro.
Lançado em 1920, o livro se tornou um best-seller ao longo dos anos, já tendo vendido cerca de 50 milhões de edições no mundo inteiro.

## Sobre Zorro

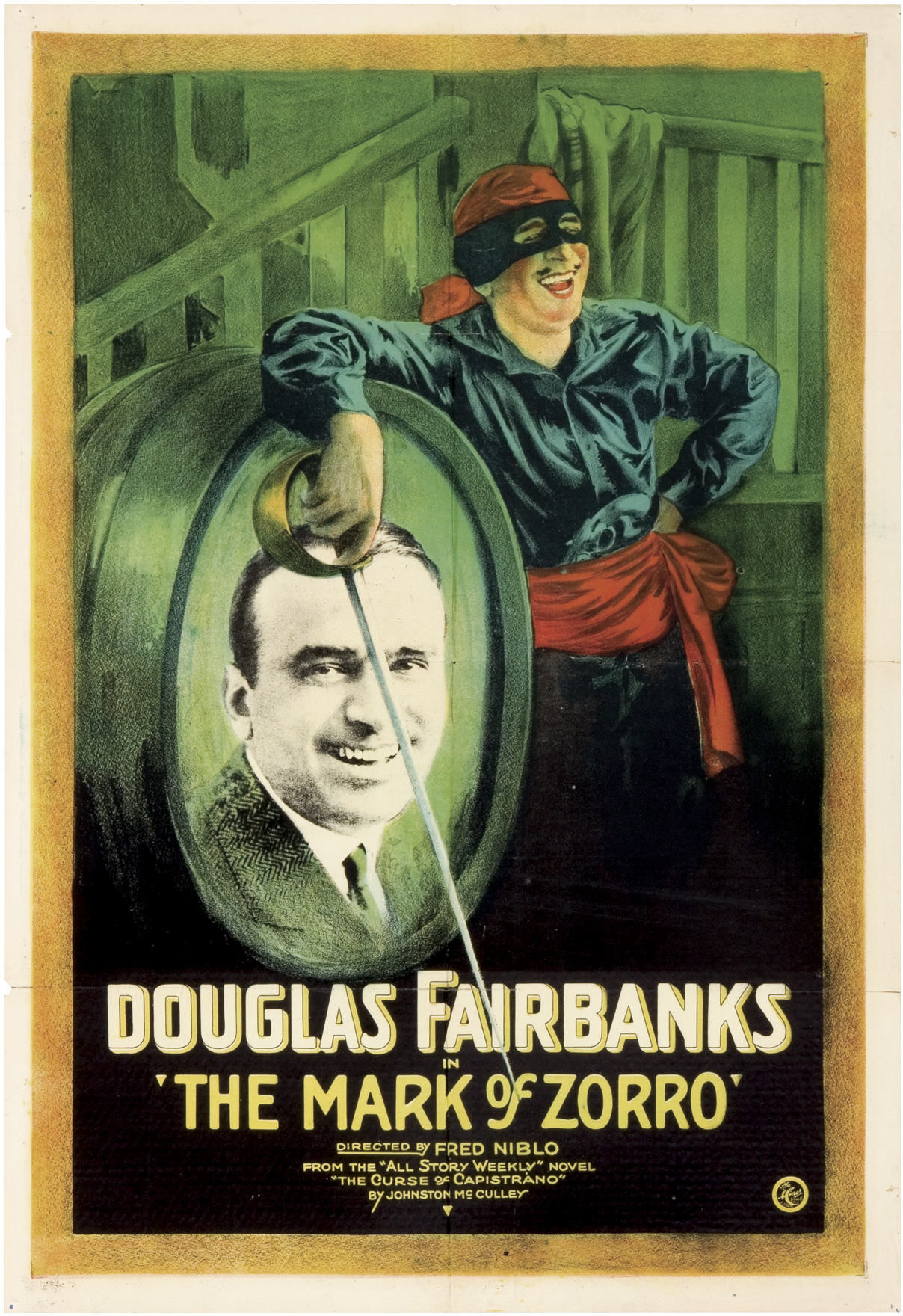
The Mark of Zorro, estrelado por Douglas Fairbanks, o primeiro filme Zorro, foi fundamental para o sucesso inicial do personagem, o título foi reaproveitado na edição do romance em 1924.

O herói mascarado Zorro é o alter-ego de Don Diego Vega (mais tarde renomeado para Don Diego De La Vega), jovem membro da aristocracia californiana do século XIX. Mesmo sendo um nobre espanhol, Don Diego decide se tornar o defensor dos "fracos e oprimidos". Disfarçado como um cavaleiro mascarado e de capa preta, Don Diego passa a lutar contra os governantes espanhóis da região da Califórnia. Seu nome Zorro (que em espanhol significa "raposa") lhe é dado por causa de sua agilidade e sagacidade.  Ele é acompanhado por seu fiel servo Bernardo, que é surdo e mudo, e está no amor com a bela Lolita Pulida, que o leva a enfrentar rivais, o Capitão Ramon e Sgt. Gonzales,  A história é se passa durante o período em que a Califórnia era pertencia ao México (1823-1846). Está situado entre as missões, pueblos (cidades) como Los Angeles e San Juan Capistrano e ranchos espanhóis.

## Nas telas
Ao contrário do que é comumente retratado nas telas, nessa história o Zorro não costuma deixar nenhuma marca para indicar suas ações (como a letra "Z", talhada com a espada). No livro também não há nenhum "Sargento Garcia" (consagrado na série dos estúdios Disney); ele tem o nome de Gonzáles.